# Yan Han
Yan Han (chinesisch 闫涵, Pinyin Yán Hán; * 6. März 1996 in Harbin, Volksrepublik China) ist ein chinesischer Eiskunstläufer, der im Einzellauf startet.

## Karriere

### Anfänge und Weltspitze bei den Junioren
Yan Han begann 2001 im Alter von fünf Jahren mit dem Eiskunstlaufen. Er trainiert die meiste Zeit in seiner Heimatstadt im Harbin Training Centre, absolviert aber auch Trainingseinheiten in Peking. Das erste Mal machte er bei den Chinesischen Meisterschaften der Senioren 2010 auf sich aufmerksam, die schon im September 2009 in Peking ausgerichtet wurden. Durch die beste Wertung in Kurzprogramm und Kür gewann er mit 194,68 Punkten seinen ersten Titel. Kurze Zeit später hatte er seinen ersten Start bei einem ISU Junioren-Grand-Prix. Bei der Veranstaltung in Istanbul konnte er auf Anhieb den Sieg einfahren.

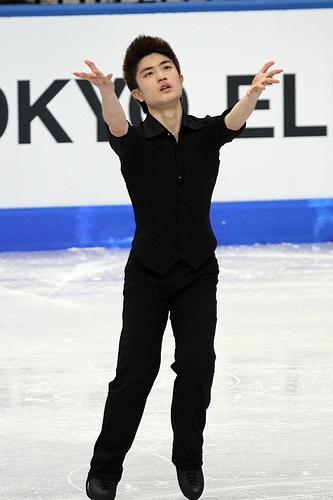
Yan Han bei der Juniorenweltmeisterschaft 2012

In der Saison 2010/2011 startete er bei den Junioren-Grand-Prix-Veranstaltungen in Graz und Ostrava. Er gewann beide Wettbewerbe und konnte sich dadurch für das Junioren-Grand-Prix-Finale in Peking qualifizieren. Dort belegte er hinter dem US-Amerikaner Richard Dornbush den zweiten Platz. Kurze Zeit später konnte er bei den Chinesischen Meisterschaften 2011 seinen Titel erfolgreich verteidigen. Zum Abschluss der Saison startete er noch bei den Juniorenweltmeisterschaften in Gangneung. Mit 187,49 Punkten reichte es dort nur zu Platz sechs. Neuer Juniorenweltmeister wurde der Kanadier Andrei Rogozine, den er beim Junioren-Grand-Prix-Finale noch geschlagen hatte.
Die Saison 2011/2012 begann für Yan Han mit einem Sieg bei der Asian Figure Skating Trophy. Bei den Chinesischen Meisterschaften 2012 in Changchun reichte es mit 197,47 Punkten dieses Mal nur zum dritten Platz hinter Song Nan und Wu Jialiang. Danach startete er erneut bei zwei Junioren-Grand-Prix-Veranstaltungen in Innsbruck und Mailand, die er beide gewinnen konnte. In Mailand steigerte er dabei seine persönliche Bestleistung auf 219,37 Punkte. Beim Junioren-Grand-Prix-Finale in Québec reichte es erneut nur zu Rang zwei, diesmal hinter dem US-Amerikaner Jason Brown. Im Januar trat er bei der Winterausgabe der Chinesischen Nationalspiele bei den Senioren zum zweiten Mal in der Saison gegen die nationale Konkurrenz an. Song Nan gewann auch dieses Aufeinandertreffen, für Yan Han reichte es aber zum zweiten Platz. Kurz darauf gelang ihm bei den Olympischen Jugend-Winterspielen in Innsbruck sein bislang größter Erfolg. Mit deutlichem Abstand gewann er vor dem Japaner Shoma Uno und dem Russen Feodossi Jefremenkow die Goldmedaille. Wenig später wurde Yan Han in Minsk, als erster Chinese überhaupt, Juniorenweltmeister. Er verwies die US-Amerikaner Joshua Farris und Jason Brown auf die Plätze.

### Senioren
2013 debütierte Yan Han bei den Vier-Kontinente-Meisterschaften. In Osaka errang er mit Bronze dabei auf Anhieb seine erste Medaille bei einer internationalen Meisterschaft der Senioren.
Er trainierte um diese Zeit bei Jia Shuguang. Seine Choreografin war von 2013 bis zum Ende seiner Karriere Lori Nichol.
Im Jahr 2014 debütierte Yan bei Olympischen Spielen und Weltmeisterschaften. In Sotschi erreichte er den siebten Platz. Gleiches gelang ihm auch bei der Weltmeisterschaft in Saitama. In dieser Saison gewann Yan mit dem Cup of China auch seinen ersten Grand-Prix-Wettbewerb und qualifizierte sich erstmals für das Grand-Prix-Finale, das er auf dem sechsten Rang beendete.
2015 errang Yan bei den Vier-Kontinente-Meisterschaften in Seoul seine zweite Bronzemedaille bei diesem Wettbewerb. Bei der Weltmeisterschaft konnte er sich im Vergleich zum Vorjahr nicht verbessern und wurde Zehnter. Er wechselte seinen Trainingsstandort und trainierte von da an bei Li Mingzhu.

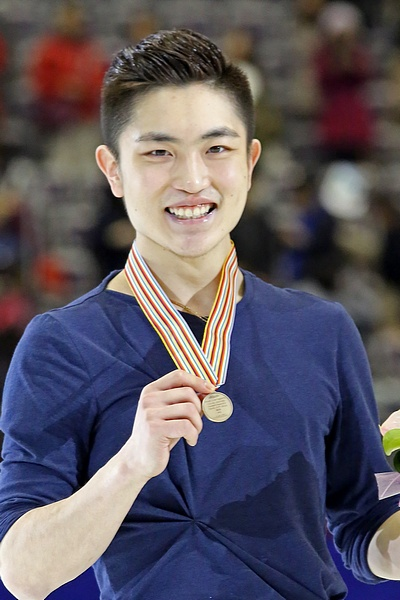
Yan Han bei den Vier-Kontinente-Meisterschaften 2016

2016 gelang dem Chinesen bei den Vier-Kontinente-Meisterschaften in Taipeh zum dritten Mal der Gewinn der Bronzemedaille. Er stellte dabei eine neue persönliche Punktebestleistung in der Kür (181,98) und der Gesamtleistung (271,55) auf. Einen Dämpfer erhielt Yan bei der Weltmeisterschaft in Boston, als er sich nach einem desaströsen Kurzprogramm überraschend nicht für die Kür qualifizieren konnte.
In der folgenden Saison belegte Yan in der Grand-Prix-Serie einen 10. und einen 5. Platz und wurde 10. bei den Vier-Kontinente-Meisterschaften 2017. Seine Teilnahme an den Weltmeisterschaften 2017 musste er verletzungsbedingt zurückziehen. Die folgende Saison begann er ohne festes Trainingsteam, bevor er zu Hao Zhongbo, Han Bing und Guan Jinlin wechselte.
In der Grand-Prix-Serie 2017/18 belegte er zwei 5. Plätze. Er wurde zum dritten Mal Chinesischer Meister und vertrat China bei den Vier-Kontinente-Meisterschaften, wo er erneut den 10. Platz erreichte. Zusammen mit Jin Boyang wurde er ausgewählt, um China bei den Olympischen Winterspielen 2018 in Pyeongchang zu vertreten. Bei seinen zweiten Olympischen Spielen lag er nach dem Kurzprogramm auf Platz 19, nach der Kür belegte er insgesamt den 23. Platz.
Nach seiner zweiten olympischen Saison zog Yan in Erwägung, aus dem Wettbewerb auszusteigen. Er war von seinen Ergebnissen enttäuscht, fühlte sich in seinem Verband nicht gefördert, so dass er keine guten Trainingsbedingungen hatte, und hatte zudem mit Verletzungen zu kämpfen. In der folgenden Saison nahm Yan nicht an Wettbewerben teil, entschloss sich aber schließlich, noch einmal zum Wettbewerb zurückzukehren.
Er gewann im Cup of China 2019 die Silbermedaille und wurde 2020 ein weiteres Mal Chinesischer Meister. In der folgenden Saison 2020/21 konnte er seine Silbermedaille beim Cup of China verteidigen und nahm an den Weltmeisterschaften 2021 in Stockholm teil, wo er den 13. Platz belegte.

## Ergebnisse
| Meisterschaft / Jahr            | 2010  | 2011  | 2012  | 2013  | 2014  | 2015  | 2016  | 2017  | 2018  | 2019  | 2020  | 2021  |
| ------------------------------- | ----- | ----- | ----- | ----- | ----- | ----- | ----- | ----- | ----- | ----- | ----- | ----- |
| Olympische Winterspiele         |       |       |       |       | 7.    |       |       |       | 23.   |       |       |       |
| Weltmeisterschaften             |       |       |       |       | 7.    | 10.   | 26.   | Z     |       |       |       | 13.   |
| Vier-Kontinente-Meisterschaften |       |       |       | 3.    |       | 3.    | 3.    | 10.   | 10.   |       | 10.   |       |
| Olympische Jugend-Winterspiele  |       |       | 1.    |       |       |       |       |       |       |       |       |       |
| Juniorenweltmeisterschaften     |       | 6.    | 1.    |       |       |       |       |       |       |       |       |       |
| Chinesische Meisterschaften     | 1.    | 1.    | 3.    | 2.    | 4.    | 2.    |       |       | 1.    |       | 1.    |       |
| Grand-Prix-Wettbewerb / Saison  | 09/10 | 10/11 | 11/12 | 12/13 | 13/14 | 14/15 | 15/16 | 16/17 | 17/18 | 18/19 | 19/20 | 20/21 |
| Grand-Prix-Finale               |       |       |       |       | 6.    |       |       |       |       |       |       |       |
| Skate America                   |       |       |       |       |       |       | 4.    |       | 5.    |       |       |       |
| Skate Canada                    |       |       |       |       |       |       |       | 10.   |       |       |       |       |
| Trophée Eric Bompard            |       |       |       |       | 4.    | 8.    |       |       |       |       |       |       |
| Cup of China                    |       |       |       |       | 1.    | 6.    | 3.    | 5.    | 5.    |       | 2.    | 2.    |